# Escut de Caldes d'Estrac
L'escut oficial de Caldes d'Estrac té el següent blasonament:
Escut caironat: en camper d'atzur, una caldera d'or. A la punta de 3 cintes ondades d'argent. Per timbre una corona mural de vila.

## Història
Va ser aprovat el 30 de desembre de 1981 i publicat al DOGC el 5 de febrer de l'any següent amb el número 197. Com tots els pobles i viles anomenats "caldes", Caldes d'Estrac (també conegut com a Caldetes) té relació amb les aigües termals. La caldera és un símbol parlant que fa referència al nom de la vila, pel doble sentit del llatí caldarium com «banys calents» i «caldera», i les ones al·ludeixen al mar vora el qual s'aixeca aquesta turística vila termal.